# Херој Украјине
Херој Украјине (укр. Герой України) је највише почасно звање у Украјини, установљено 1998. године од стране тадашњег председника Леонида Кучме. Додељује се за за изузетан херојски подвиг или изузетан радни успех и до сада га је добило 651 особе. Установљено је по узору на звање Хероја Совјетског Савеза.